# Campionati africani di atletica leggera 2016 - 5000 metri piani femminili
La specialità dei 5000 metri piani femminili ai Campionati africani di atletica leggera di Durban 2016 si è svolta il 23 giugno 2016 al Kings Park Stadium.

## Programma
| Data           | Ora | Turno  |
| -------------- | --- | ------ |
| 23 giugno 2016 |     | Finale |

## Risultati

### Finale
| Class   | Atleta              | Nazione       | Tempo    | Note                  |
| ------- | ------------------- | ------------- | -------- | --------------------- |
| Oro     | Sheila Chepkirui    | Kenya         | 15'05"45 | Record dei campionati |
| Argento | Margaret Kipkemboi  | Kenya         | 15'07"56 |                       |
| Bronzo  | Dera Dida           | Etiopia       | 15'15"26 |                       |
| 4       | Meskerem Mamo       | Etiopia       | 15'18"06 |                       |
| 5       | Kidas Alema         | Etiopia       | 15'39"27 |                       |
| 6       | Cavaline Nahimana   | Burundi       | 15'47"90 | Record nazionale      |
| 7       | Rachael Zena Chebet | Uganda        | 15'53"50 |                       |
| 8       | Nebyat Abraham      | Eritrea       | 15'55"47 |                       |
| 9       | Kokob Tesfagabr     | Eritrea       | 15'57"54 |                       |
| 10      | Ndeshimona Ekandjo  | Namibia       | 16'28"90 |                       |
| 11      | Mercy Malembo       | Malawi        | 16'48"31 |                       |
| 12      | Bibiro Ali Taher    | Ciad          | 17'32"71 | Record nazionale      |
| 13      | Falicia Oyo         | Sudan del Sud | 18'27"53 | Record nazionale      |
|         | Beatrice Kamulhanga | RD del Congo  | dns      |                       |
|         | Olivia Chitate      | Zimbabwe      | dns      |                       |
|         | Warda Dugessa       | Sudan         | dns      |                       |